# Phantasy Star II
"Phantasy Star II" este un joc video de rol (RPG) dezvoltat și publicat de Sega pentru consola Sega Genesis. Lansat pentru prima dată în Japonia în martie 1989 și în America de Nord și Europa mai târziu în același an, "Phantasy Star II" este al doilea titlu din seria "Phantasy Star" și este considerat unul dintre cele mai influente RPG-uri ale perioadei de 16 biți.

## Context și Dezvoltare

### Seria "Phantasy Star"
"Phantasy Star II" face parte din seria "Phantasy Star", care a debutat în 1987 pe consola Sega Master System. Primul joc din serie a fost revoluționar la vremea sa datorită graficii avansate, a poveștii complexe și a combinației de elemente science fiction și fantasy.

## Dezvoltare
Dezvoltarea jocului a fost realizată de echipa Sega AM7, condusă de Yuji Naka și Rieko Kodama. Echipa a dorit să creeze un joc care să depășească standardele RPG-urilor de la acea vreme, atât în ceea ce privește povestea, cât și gameplay-ul. Jocul a fost unul dintre primele RPG-uri pe console care a fost realizat pe un cartuș de 6 megabiți, ceea ce a permis o grafică mai detaliată și o lume de joc mai extinsă.

## Poveste

### Context
Acțiunea din "Phantasy Star II" are loc la 1000 de ani după evenimentele din primul joc, în sistemul solar Algol. Sistemul este compus din trei planete: Palma, Mota și Dezo. După înfrângerea antagonistului Lassic în primul joc, sistemul solar Algol a intrat într-o perioadă de pace și prosperitate, datorită avansurilor tehnologice.

## Premisa
Jucătorul preia controlul lui Rolf, un agent guvernamental de pe planeta Mota, care este trimis să investigheze o serie de evenimente ciudate și catastrofe naturale. Pe parcursul aventurii, Rolf descoperă un complot sinistru care amenință întregul sistem Algol. El este însoțit de o echipă de opt personaje, fiecare cu abilități și istorii unice.

## Personaje Principale
- Rolf: Protagonistul jocului, un agent guvernamental cu un trecut misterios.
- Nei: Un personaj hibrid uman-bio-monstru care îl însoțește pe Rolf încă de la începutul jocului.
- Rudo: Un fost soldat cu o ură profundă pentru monștri.
- Amy: Un medic talentat care își oferă serviciile pentru a ajuta echipa.
- Hugh: Un biolog care studiază creaturile mutante.
- Anna: O gardă de securitate cu abilități de luptă excepționale.
- Kain: Un mecanic specializat în distrugerea mașinilor.
- Shir: O hoțoaică pricepută care se alătură echipei pentru propriile ei motive.

## Gameplay

### Sistem de Luptă
"Phantasy Star II" utilizează un sistem de luptă pe ture, caracteristic RPG-urilor din acea perioadă. Jucătorii controlează echipa de personaje în lupte împotriva monștrilor, folosind atacuri fizice, tehnici speciale și magii. Fiecare personaj are un set unic de abilități și echipament pe care le poate folosi în luptă.

### Explorare
Jocul are o lume vastă și diversificată, cu orașe, temnițe și locații speciale. Explorarea este esențială pentru progresul în joc, iar jucătorii trebuie să interacționeze cu NPC-uri (personaje non-jucătoare) pentru a obține informații și misiuni. Hărțile temnițelor sunt complexe și adesea labirintice, necesitând o planificare atentă și o bună gestionare a resurselor.

### Progresie
Personajele câștigă experiență din lupte, crescând în nivel și îmbunătățindu-și statisticile și abilitățile. Există, de asemenea, o varietate de arme, armuri și alte echipamente care pot fi achiziționate sau găsite în joc, oferind jucătorilor multiple opțiuni pentru a-și personaliza echipa.

## Impact și Recepție

### Recenzii Critice
La lansare, "Phantasy Star II" a fost lăudat pentru povestea sa captivantă, grafica avansată și gameplay-ul complex. A fost considerat unul dintre cele mai bune RPG-uri disponibile pe consola Sega Genesis și a stabilit standarde noi pentru genul RPG pe console.

### Moștenire
"Phantasy Star II" a avut un impact semnificativ asupra genului RPG și a influențat numeroase jocuri ulterioare. A fost inclus în numeroase colecții retro și a fost portat pe mai multe platforme moderne, permițând unei noi generații de jucători să experimenteze clasica aventură.

## Moștenire
"Phantasy Star II" rămâne un titlu emblematic în istoria jocurilor video, apreciat atât pentru inovațiile sale tehnice, cât și pentru povestea sa profundă și complexă. Este un exemplu remarcabil de cum un joc poate depăși așteptările și poate seta noi standarde pentru viitor.